# 주말 수면패턴
주말 수면 패턴은 주중과 주말 사이의 수면 시간과 질의 차이를 나타내는 현상을 말한다. 많은 사람들이 주중에는 업무나 학업으로 인해 일정한 시간에 일어나고 자야 하지만, 주말에는 이러한 제약에서 벗어나 다른 수면 패턴을 보이는 경향이 있다.

## 개요
주말 수면 패턴은 일반적으로 주중보다 더 늦게 잠들고 더 늦게 일어나는 경향을 보인다. 이는 '사회적 시차'(social jet lag)라고도 불리며, 개인의 생체 시계와 사회적 의무 사이의 불일치로 인해 발생한다. 이러한 패턴은 현대 사회에서 흔히 볼 수 있으며, 특히 청소년과 젊은 성인층에서 더 두드러지게 나타난다.

## 주요 특징

### 늦은 취침 시간
주말에는 보통 주중보다 더 늦게 잠자리에 든다. 이는 다음 날 일찍 일어날 필요가 없다는 인식과 함께, 사회적 활동이나 여가 활동을 더 오래 즐기려는 경향 때문이다. 연구에 따르면, 평균적으로 사람들은 주말에 1-2시간 더 늦게 잠자리에 든다.

### 늦은 기상 시간
주말 아침에는 알람 없이 자연스럽게 일어나는 경향이 있다. 이는 주중에 쌓인 수면 부족을 보충하려는 신체의 자연스러운 반응이다. 많은 사람들이 주말에 2-3시간 더 늦게 일어나는 것으로 보고되고 있다.

### 긴 수면 시간
많은 사람들이 주말에 '수면 부채'를 갚기 위해 더 오래 잔다. 수면 부채란 주중에 충분히 자지 못해 발생한 수면 부족을 의미한다. 그러나 연구에 따르면, 주말의 긴 수면으로 주중의 수면 부족을 완전히 보상하기는 어렵다고 한다.

### 불규칙한 식사 시간
늦은 기상으로 인해 식사 시간이 불규칙해질 수 있다. 이는 체내 시계에 영향을 미치며, 대사 과정에도 변화를 줄 수 있다. 특히 아침 식사를 거르거나 늦은 점심을 먹는 경향이 있어, 전반적인 식습관에 영향을 줄 수 있다.

### 낮잠 증가
주중에 비해 주말에 낮잠을 자는 빈도가 증가할 수 있다. 이는 더 자유로운 시간 활용이 가능하기 때문이지만, 과도한 낮잠은 야간 수면의 질을 저하시킬 수 있다.

## 영향 요인

### 직업/학업
주중의 엄격한 스케줄이 주말 수면 패턴에 영향을 미친다. 특히 조기 출근이나 등교가 필요한 직업이나 학업 환경에서 이러한 차이가 더 두드러진다.

### 사회적 활동
주말의 늦은 밤 사회 활동이 수면 시간을 지연시킬 수 있다. 친구나 가족과의 모임, 외출 등이 늦은 시간까지 이어지면서 취침 시간이 늦춰지는 경향이 있다.

### 스트레스
주중 축적된 스트레스가 주말 수면 패턴에 영향을 줄 수 있다. 스트레스로 인한 수면 부족을 주말에 보충하려는 경향이 나타난다.

### 미디어 사용
늦은 밤 TV 시청이나 스마트폰 사용이 수면 시간을 지연시킬 수 있다. 특히 블루라이트 노출은 멜라토닌 분비를 억제하여 수면-각성 주기에 영향을 준다.

### 개인의 선호
일부 사람들은 자연스럽게 '올빼미형' 수면 패턴을 선호할 수 있다. 이는 개인의 일주기 리듬(chronotype)과 관련이 있으며, 유전적 요인과 환경적 요인이 복합적으로 작용한다.

## 건강에 미치는 영향

### 수면 질 저하
불규칙한 수면 패턴은 전반적인 수면의 질을 떨어뜨릴 수 있다. 이는 깊은 수면(서파 수면)의 감소와 REM 수면의 변화로 이어질 수 있다.

### 생체 리듬 교란
주중과 주말의 큰 수면 시간 차이는 체내 시계를 혼란스럽게 만들 수 있다. 이는 호르몬 분비, 체온 조절, 소화 기능 등 다양한 생리적 프로세스에 영향을 미친다.

### 월요병
주말의 늦은 수면 패턴으로 인해 월요일 아침에 적응하기 어려울 수 있다. 이는 단순히 피곤함을 넘어 집중력 저하, 기분 변화, 생산성 감소 등으로 이어질 수 있다.

### 피로 증가
불규칙한 수면은 만성 피로로 이어질 수 있다. 주말의 과도한 수면이 오히려 피로감을 증가시킬 수 있다는 연구 결과도 있다.

### 집중력 저하
수면 패턴의 변화는 주중 초반 집중력 저하를 야기할 수 있다. 이는 학업이나 직장에서의 수행 능력에 부정적인 영향을 미칠 수 있다.

### 대사 이상
불규칙한 수면 패턴은 대사 과정에 영향을 미쳐 체중 증가, 인슐린 저항성 증가 등의 문제를 일으킬 수 있다. 이는 장기적으로 비만, 제2형 당뇨병 등의 위험을 높일 수 있다.

## 개선 방법

### 일관된 수면 시간 유지
가능한 한 주중과 주말의 취침 및 기상 시간을 비슷하게 유지한다. 이상적으로는 주말에도 평소와 1시간 이상 차이 나지 않게 유지하는 것이 좋다.

### 점진적 변화
주말에 갑자기 수면 패턴을 크게 바꾸지 않고 조금씩 조절한다. 예를 들어, 기상 시간을 30분씩 늦추는 식으로 서서히 조절할 수 있다.

### 빛 노출 관리
아침에는 밝은 빛에 노출되고, 저녁에는 어두운 환경을 만든다. 이는 체내 시계를 조절하는 데 도움이 된다. 특히 아침 햇빛 노출은 각성을 촉진하고 생체 리듬을 안정화하는 데 중요하다.

### 운동 시간 조절
저녁 늦은 시간의 격렬한 운동은 피한다. 대신 오전이나 이른 오후에 운동하는 것이 좋다. 운동은 수면의 질을 향상시키지만, 취침 직전의 운동은 오히려 수면을 방해할 수 있다.

### 카페인 섭취 제한
오후 늦게 카페인을 섭취하지 않도록 한다. 카페인은 체내에서 6시간 이상 지속될 수 있으므로, 오후 3-4시 이후에는 카페인 섭취를 피하는 것이 좋다.

### 수면 환경 개선
편안한 침구, 적절한 실내 온도(18-22°C), 조용하고 어두운 환경 등을 조성하여 수면의 질을 향상시킨다. 주말에도 이러한 환경을 유지하는 것이 중요하다.

### 이완 기법 활용
취침 전 명상, 깊은 호흡, 가벼운 스트레칭 등의 이완 기법을 활용한다. 이는 스트레스를 줄이고 수면의 질을 향상시키는 데 도움이 된다.

## 연구 및 통계
주말 수면 패턴에 대한 다양한 연구가 진행되어 왔으며, 이를 통해 주말 수면 패턴의 영향과 중요성이 밝혀지고 있다.

### 주말 수면 패턴의 일반적 경향
- 미국 수면 재단의 2015년 연구에 따르면, 성인의 약 60%가 주말에 수면 패턴을 변경한다고 보고되었다.[7]

- 2017년 발표된 대규모 연구에서는 주중과 주말의 수면 시간 차이가 평균 40분에서 1시간 정도인 것으로 나타났다.[8]

### 건강에 미치는 영향
- 2019년 발표된 연구에서는 주말과 주중의 수면 시간 차이가 1시간 이상인 경우, 심혈관 질환의 위험이 11% 증가한다고 보고했다.[9]

- 2018년 연구에 따르면, 주말에 수면 시간을 늘려 주중의 수면 부족을 보상하려는 시도는 체중 증가와 인슐린 감수성 감소와 관련이 있었다.[10]

### 청소년의 주말 수면 패턴
- 2015년 미국 질병통제예방센터(CDC)의 연구에 따르면, 청소년의 약 70%가 주중에 권장 수면 시간(8-10시간)을 채우지 못하는 것으로 나타났다.[11]

- 2018년 발표된 연구에서는 청소년들이 주말에 평균 2시간 이상 늦게 자는 것으로 나타났으며, 이는 학업 성취도와 정신 건강에 부정적인 영향을 미칠 수 있다고 보고되었다.[12]

### 직업과 주말 수면 패턴
- 2020년 연구에 따르면, 교대 근무자들은 일반 근무자들에 비해 주말 수면 패턴의 변화가 더 큰 것으로 나타났다. 이는 더 높은 수준의 피로와 낮은 직무 만족도와 관련이 있었다.[13]

### 문화적 차이
- 2016년 발표된 국제 비교 연구에서는 주말 수면 패턴의 문화적 차이가 관찰되었다. 예를 들어, 지중해 국가들에서는 주말 낮잠(시에스타)의 비율이 높았으며, 이는 전반적인 수면의 질과 정신 건강에 긍정적인 영향을 미치는 것으로 나타났다.[14]

## 개선 방법
주말 수면 패턴으로 인한 부정적 영향을 줄이고 전반적인 수면의 질을 개선하기 위한 여러 방법이 있다. 이러한 방법들은 과학적 연구와 전문가들의 조언을 바탕으로 하고 있으며, 개인의 상황에 맞게 적용할 수 있다.

### 기본적인 개선 방법
1. 일관된 수면 시간 유지: 가능한 한 주중과 주말의 취침 및 기상 시간을 비슷하게 유지한다. 이상적으로는 주말에도 평소와 1시간 이상 차이 나지 않게 유지하는 것이 좋다.
2. 점진적 변화: 주말에 갑자기 수면 패턴을 크게 바꾸지 않고 조금씩 조절한다. 예를 들어, 기상 시간을 30분씩 늦추는 식으로 서서히 조절할 수 있다.
3. 빛 노출 관리: 아침에는 밝은 빛에 노출되고, 저녁에는 어두운 환경을 만든다. 이는 체내 시계를 조절하는 데 도움이 된다. 특히 아침 햇빛 노출은 각성을 촉진하고 생체 리듬을 안정화하는 데 중요하다.
4. 운동 시간 조절: 저녁 늦은 시간의 격렬한 운동은 피한다. 대신 오전이나 이른 오후에 운동하는 것이 좋다. 운동은 수면의 질을 향상시키지만, 취침 직전의 운동은 오히려 수면을 방해할 수 있다.
5. 카페인 섭취 제한: 오후 늦게 카페인을 섭취하지 않도록 한다. 카페인은 체내에서 6시간 이상 지속될 수 있으므로, 오후 3-4시 이후에는 카페인 섭취를 피하는 것이 좋다.

### 월요병 극복을 위한 추가 팁
최근 발표된 "주말 수면 패턴 개선으로 월요병 극복하는 5가지 비밀 팁"에서는 주말 수면 패턴 관리를 통해 월요일 아침의 피로감을 줄이고 활력을 되찾는 방법을 제시하고 있다. 이 글에서 제안하는 주요 팁은 다음과 같다:
1. 일요일 저녁 루틴 만들기: 일요일 저녁에 특별한 루틴을 만들어 월요일을 준비한다. 예를 들어, 편안한 음악 듣기, 가벼운 스트레칭, 또는 명상 등을 할 수 있다.
2. 주말 낮잠 관리: 주말에 낮잠을 자더라도 15-20분으로 제한하고, 늦은 오후 낮잠은 피한다. 이는 밤의 수면을 방해하지 않으면서도 피로를 해소하는 데 도움이 된다.
3. 일요일 저녁 식사 시간 조절: 일요일 저녁 식사를 평소보다 조금 일찍 먹는다. 이는 소화를 위한 충분한 시간을 확보하고, 더 편안한 수면을 유도한다.
4. 주말 활동 계획 세우기: 주말 활동을 미리 계획하여 과도한 활동이나 지나친 휴식을 방지한다. 균형 잡힌 활동은 월요일의 컨디션에 긍정적인 영향을 미친다.
5. 일요일 밤 테크놀로지 사용 제한: 취침 전 2시간 동안은 스마트폰, 태블릿, 컴퓨터 사용을 제한한다. 대신 책을 읽거나 편안한 대화를 나누는 등의 활동을 한다.

이러한 방법들을 일상에 적용함으로써, 주말과 주중의 수면 패턴 차이를 줄이고 전반적인 수면의 질을 개선할 수 있다. 이는 결과적으로 월요일 아침의 피로감을 줄이고, 한 주를 더 활기차게 시작하는 데 도움이 될 수 있다.

## 참고 문헌
- Wittmann, M., Dinich, J., Merrow, M., & Roenneberg, T. (2006). Social jetlag: misalignment of biological and social time. Chronobiology International, 23(1-2), 497-509.
- Roenneberg, T., Allebrandt, K. V., Merrow, M., & Vetter, C. (2012). Social jetlag and obesity. Current Biology, 22(10), 939-943.
- Åkerstedt, T., Ghilotti, F., Grotta, A., Zhao, H., Adami, H. O., Trolle-Lagerros, Y., & Bellocco, R. (2019). Sleep duration and mortality – Does weekend sleep matter? Journal of Sleep Research, 28(1), e12712.
- Chang, A. M., Aeschbach, D., Duffy, J. F., & Czeisler, C. A. (2015). Evening use of light-emitting eReaders negatively affects sleep, circadian timing, and next-morning alertness. Proceedings of the National Academy of Sciences, 112(4), 1232-1237.
- Reutrakul, S., & Van Cauter, E. (2018). Sleep influences on obesity, insulin resistance, and risk of type 2 diabetes. Metabolism, 84, 56-66.